# Camille L. Girardet
Pour les articles homonymes, voir Girardet.

Camille Landru-Girardet est un acteur français, né à Paris en 1986.

## Biographie
Camille Landru-Girardet naît à Paris de mère française et de père vietnamien.
Il est à l'origine de la série Décide-toi, Clément, qu'il crée avec Paul Paulsen, dans laquelle il tient le rôle principal, celui de Clément, un adolescent torturé confronté à de nombreux choix.

## Filmographie

### Cinéma
- 2007 : Hellphone de James Huth :
- 2008 : Le Nouveau Protocole de Thomas Vincent : Rémi
- 2013 : Denis de Lionel Bailliu : un catcheur
- 2016 : Brice 3 de James Huth : candidat Camille de Vintimille (Brice Paradise)

### Télévision
- 2008 : Décide-toi, Clément (série télévisée) : Clément
- 2012 : Before (série télévisée) : Victor

## Distinctions
- 2009 : Décide-toi, Clément, lauréat du Festival européen des 4 écrans de Paris[1]